# 想色コーディネート
「想色コーディネート」（おもいろコーディネート）は、九州男の2枚目の配信シングル。
前作「Brand New Days」から約9か月ぶりの配信シングルである。

## 収録曲
1. 想色コーディネート
テレビ東京系ドラマ『IS 〜男でも女でもない性〜』オープニングテーマ。
自身の楽曲がドラマのタイアップに起用されるのは、これが初となった。

| スタブアイコン | サブスタブ | この項目は、まだ閲覧者の調べものの参照としては役立たない、シングルに関連した書きかけの項目です。この項目を加筆・訂正などしてくださる協力者を求めています（P:音楽/PJ:楽曲）。 |